# Comté de Baker (Géorgie)
Pour les articles homonymes, voir comté de Baker.
Le comté de Baker est un comté de Géorgie, aux États-Unis.

## Démographie
| 1830  | 1840  | 1850  | 1860  | 1870  | 1880  |
| ----- | ----- | ----- | ----- | ----- | ----- |
| 1 253 | 4 226 | 8 120 | 4 985 | 6 843 | 7 307 |

| 1890  | 1900  | 1910  | 1920  | 1930  | 1940  |
| ----- | ----- | ----- | ----- | ----- | ----- |
| 6 144 | 6 704 | 7 973 | 8 298 | 7 818 | 7 344 |

| 1950  | 1960  | 1970  | 1980  | 1990  | 2000  |
| ----- | ----- | ----- | ----- | ----- | ----- |
| 5 952 | 4 543 | 3 875 | 3 808 | 3 615 | 4 074 |

| 2010  | - | - | - | - | - |
| ----- | - | - | - | - | - |
| 3 451 | - | - | - | - | - |